# Johannes Nicolai Eosander
Johannes Nicolai Eosander, född 1600 i Skällviks församling, död 1661 i Åsbo församling, Östergötlands län, var en svensk präst.

## Biografi
Eosander föddes 1600 i Skällviks församling. Han var son till kyrkoherden Nicolaus Eosander och Christina. Eosander prästvigdes 19 december 1622. 1623 blev han fältpredikant vid Östgöta kavalleriregemente. Eosander blev 1638 kyrkoherde i Åsbo församling. Han var predikant på tredje dagen vid prästmötet 1639. Eosander var mellan 1650 och 1650 kontraktsprost i Göstrings kontrakt. Han avled 1661 i Åsbo församling.

### Familj
Eosander gifte sig 1634 med Elisabet Trana (död 110 år gammal). Hon var dotter till kyrkoherden Laurentius Canuti Trana i Halla socken. De fick tillsammans barnen ambassadören Nils Lillieroot (1635-1705) i Holland, Maria Eosander (1636-1682) som var gift med kyrkoherden Laurentius Prytz i Jakobstad, ambassadören Samuel Göthe (1637-1712) i Ryssland, Christina Eosander (född 1639) som var gift med komministern A. Ulvinus i Åsbo församling, Magdalena Eosander (född 1641) som var gift med kyrkoherdarna Petrus Haquini Warelius, Nicolaus Bothvidi Rising och Abraham Warling i Åsbo församling och Margareta Eosander (1643-1683) som var gift med borgmästaren Gabriel Kekonius i Björneborg, samt Elisabeth Eosander, gift 1664 med riksdagsman Elias Eliasson Gavelius som var borgmästare och handelsman i Kristinestad i Österbotten.